# Formazione Fra Mauro

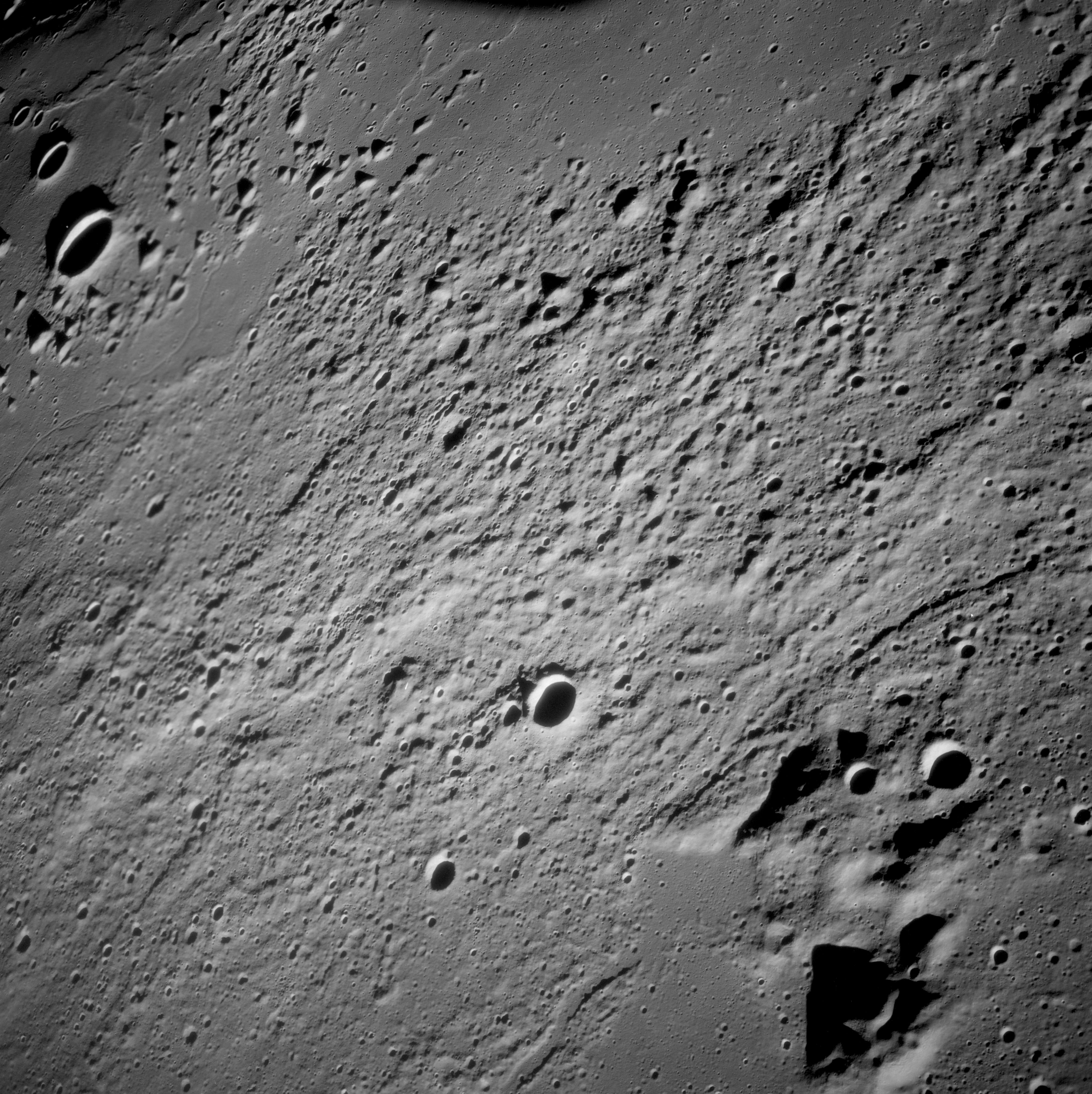
Vista obliqua di Fra Mauro presa dall'orbita lunare durante la missione Apollo 12.

La formazione Fra Mauro (o altopiani di Fra Mauro, o Fra Mauro Highlands) è una formazione sulla faccia visibile della Luna che è servita come sito di atterraggio per la missione Apollo 14 del 1971. Prende il nome dal cratere Fra Mauro di 80 chilometri di diametro, situato al suo interno. La formazione, così come il cratere Fra Mauro, prendono il nome da Fra Mauro, monaco e cartografo italiano del XV secolo. In origine era l'Apollo 13 che sarebbe dovuto allunare negli altopiani di Fra Mauro, ma non è stato possibile a causa di un guasto tecnico in volo.
Si pensa che la Fra Mauro si sia formata da ejecta, o detriti, causati dall'impatto che ha formato il Mare Imbrium. Durante l'Apollo 14, i membri dell'equipaggio hanno campionato gli ejecta dal cratere Cone, vicino al sito di atterraggio della missione, il che ha fornito informazioni sulla composizione del materiale nelle profondità della formazione. I dati della missione hanno aiutato a determinare l'età approssimativa del Mare Imbrium, suggerendo che non ha più di 4,25 miliardi di anni.

## Formazione e geografia
Fra Mauro è un'ampia area geologica collinare che copre ampie porzioni della superficie lunare intorno al Mare Imbrium e si pensa sia composta da materiale espulso dall'impatto che ha formato l'Imbrium. L'area è composta principalmente da creste e colline relativamente basse, tra le quali esistono valli ondulate. Gran parte della coltre di materiale espulso dall'impatto dell'Imbrium è ricoperta di detriti provenienti da impatti più recenti e materiale smosso da possibili terremoti lunari. I detriti trovati nella formazione potrebbero aver avuto origine in profondità sotto la crosta originale e i campioni raccolti potrebbero fornire informazioni sulla storia geologica della Luna. La petrologia della formazione, basata sui dati ottenuti sull'Apollo 14, indica una storia di impatto ed espulsione che potrebbe estendersi su circa 500 milioni di anni.
Un impatto relativamente recente ha creato il cratere Cone, largo circa 305 metri e profondo circa 76, vicino al sito di atterraggio dell'Apollo 14. Uno degli obiettivi principali di quella missione era quello di campionare il materiale Imbrium originale situato sul suo bordo.
I campioni ottenuti dalla formazione di Fra Mauro durante l'Apollo 14 suggeriscono che l'impatto che ha formato il bacino dell'Imbrium non è più vecchio di 4,25 miliardi di anni.

## Geologia

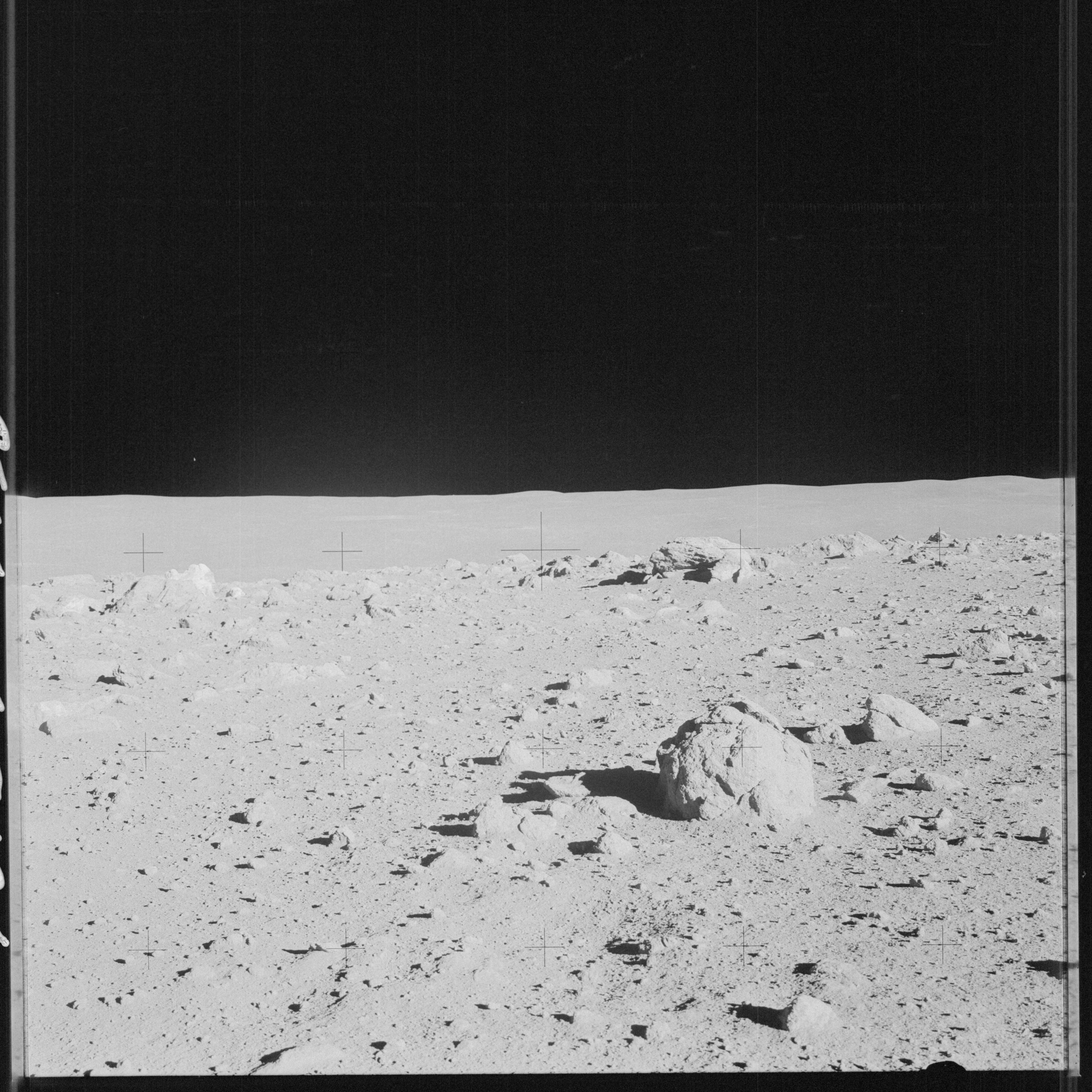
Fotografia scattata sull'Apollo 14 che mostra un gruppo di massi vicino al bordo del cratere Cone. Notare la stratificazione su alcuni dei massi più grandi.

L'analisi dei campioni dell'Apollo 14 suggerisce che ci sono cinque principali costituenti geologici presenti nelle immediate vicinanze dell'area di atterraggio: brecce regolitiche, brecce frammentarie, litologie ignee, litologie granulitiche e litologie fuse da impatti. Campioni di ciascuna di queste composizioni sono stati recuperati in una o entrambe le due principali unità di superficie del sito di atterraggio dell'Apollo 14 all'interno di Fra Mauro: la coltre di impatto immediato del cratere Cone, di circa 25 milioni di anni, e il terreno circostante più antico.

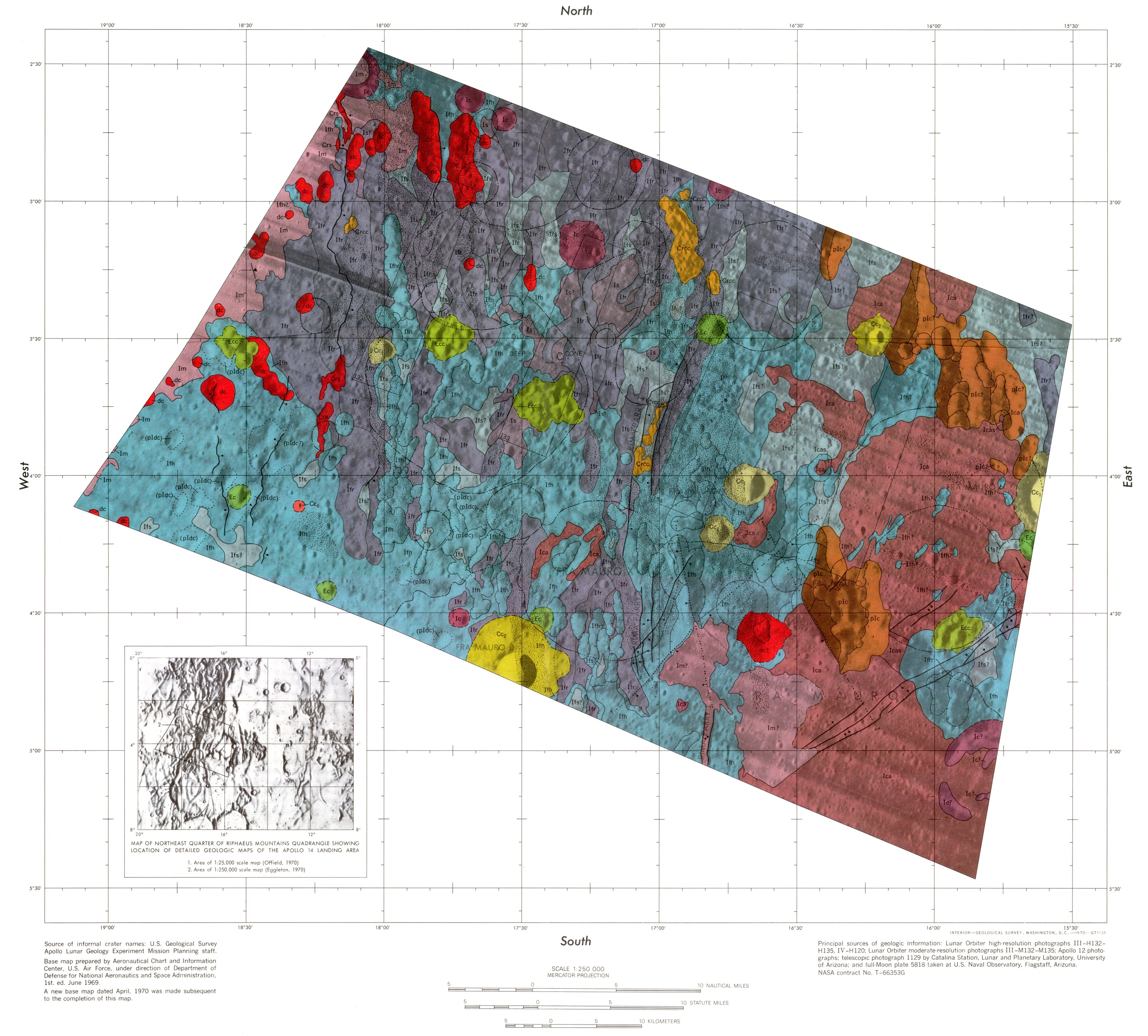
Carta geologica di un'area della formazione (Cliccare per ingrandire e vedere la legenda dei colori).

Durante l'Apollo 14, gli astronauti Alan Shepard e Edgar Mitchell recuperarono materiale espulso dall'impatto del cratere Cone, che si ritiene abbia scavato materiale dell'impatto dell'Imbrium da una possibile profondità di circa 80 m (260 ft). La maggior parte dei campioni restituiti dalla Luna da Fra Mauro sono classificati come brecce provenienti dalle vicinanze del cratere Cone.
Gli studi condotti sui campioni dell'Apollo 14 hanno dimostrato che i campioni non confermano l'ipotesi che il sito di atterraggio sia pavimentato da rocce vulcaniche o basalto. I basalti sono scarsi nei campioni di ejecta del cratere Cone, ma alquanto abbondanti nei campioni recuperati più a ovest, sul lato opposto del sito di atterraggio. Sono state presentate due spiegazioni per questo: (1) la maggior parte del basalto nel sito di atterraggio si trova al di sotto della profondità di scavo del cratere Cone o (2) la presenza di un flusso di basalto al di sotto dell'area di atterraggio scavata da un vicino cratere con un diametro di 100 m (330 ft). Si ritiene che la prima spiegazione sia più probabile, poiché i basalti sono simili ai basalti rinvenuti nel cratere Cone. Non si può determinare se i basalti recuperati abbiano o meno un'affiliazione diretta con il sito di atterraggio, poiché si trova in una valle tra creste, ed esiste la possibilità che i basalti siano stati semplicemente depositati lì a seguito di altri eventi di impatto.
I membri dell'equipaggio dell'Apollo 14 hanno campionato i massi nell'ejecta del cratere Cone. Questi massi sembravano brecce fratturate e stratificate, in contrasto con l'aspetto dell'area circostante a causa della loro età più avanzata. Poiché questi massi aumentano in dimensione e in numero avvicinandosi al cratere Cone, si ritiene che provengano dalla massima profondità scavata dal cratere Cone. Questi massi mostrano quelle che si ritiene siano le caratteristiche generali della formazione di Fra Mauro: tessitura clastica, stratificazione e diaclasi o fratturazione.

## Selezione del sito di atterraggio
Poiché l'Apollo 14 era una delle prime missioni Apollo, la considerazione per i siti di atterraggio era limitata alle regioni equatoriali al fine di consentire alla navicella spaziale diretta sulla Luna di rimanere su una traiettoria di ritorno libera in caso di guasto del motore del modulo di servizio Apollo. Dopo che l'Apollo 12 dimostrò la capacità di atterrare con un certo grado di precisione in un sito di atterraggio prestabilito, i pianificatori della missione presero in considerazione gli atterraggi in aree della Luna non pianeggianti, ma interessanti da un punto di vista geologico.
La missione Apollo 13 in origine sarebbe dovuta atterrare sulla formazione Fra Mauro, mentre l'Apollo 14 doveva atterrare nella regione del cratere Littrow nel Mare Serenitatis. Dopo che l'Apollo 13 non riuscì ad atterrare, i pianificatori della missione decisero di riorientare l'Apollo 14 su Fra Mauro, poiché consideravano Fra Mauro scientificamente più interessante del sito di Littrow. Lì, l'Apollo 14 aveva l'obiettivo di campionare i materiali espulsi dall'impatto dell'Imbrium per ottenere informazioni sulla storia geologica della Luna. I pianificatori della missione hanno scelto un sito di atterraggio vicino al cratere Cone di formazione relativamente recente, poiché questo cratere fungeva da "foro di perforazione naturale" per consentire agli astronauti di ottenere ejecta dall'Imbrium, un obiettivo primario della missione.